# Ceromidae
Famille
Les Ceromidae sont une famille de solifuges.
Cette famille comprend trois genres actuels et 20 espèces.

## Distribution
Les espèces de cette famille se rencontrent en Afrique subsaharienne.

## Liste des genres
Selon Solifuges of the World (version 1.0) :
- Ceroma Karsch, 1885
- Ceromella Roewer, 1933
- Toreus Purcell, 1903
- †Cratosolpuga Selden, 1996 fossile du Crétacé

## Publication originale
- Roewer, 1933 : Solifuga, Palpigrada. Dr H.G. Bronn's Klassen und Ordnungen des Thier-Reichs, wissenschaftlich dargestellt in Wort und Bild. Akademische Verlagsgesellschaft M. B. H., Leipzig. Fünfter Band: Arthropoda; IV. Abeitlung: Arachnoidea und kleinere ihnen nahegestellte Arthropodengruppen, vol. 2/3, p. 161–480 (texte intégral).